# Twist (Cocktail)

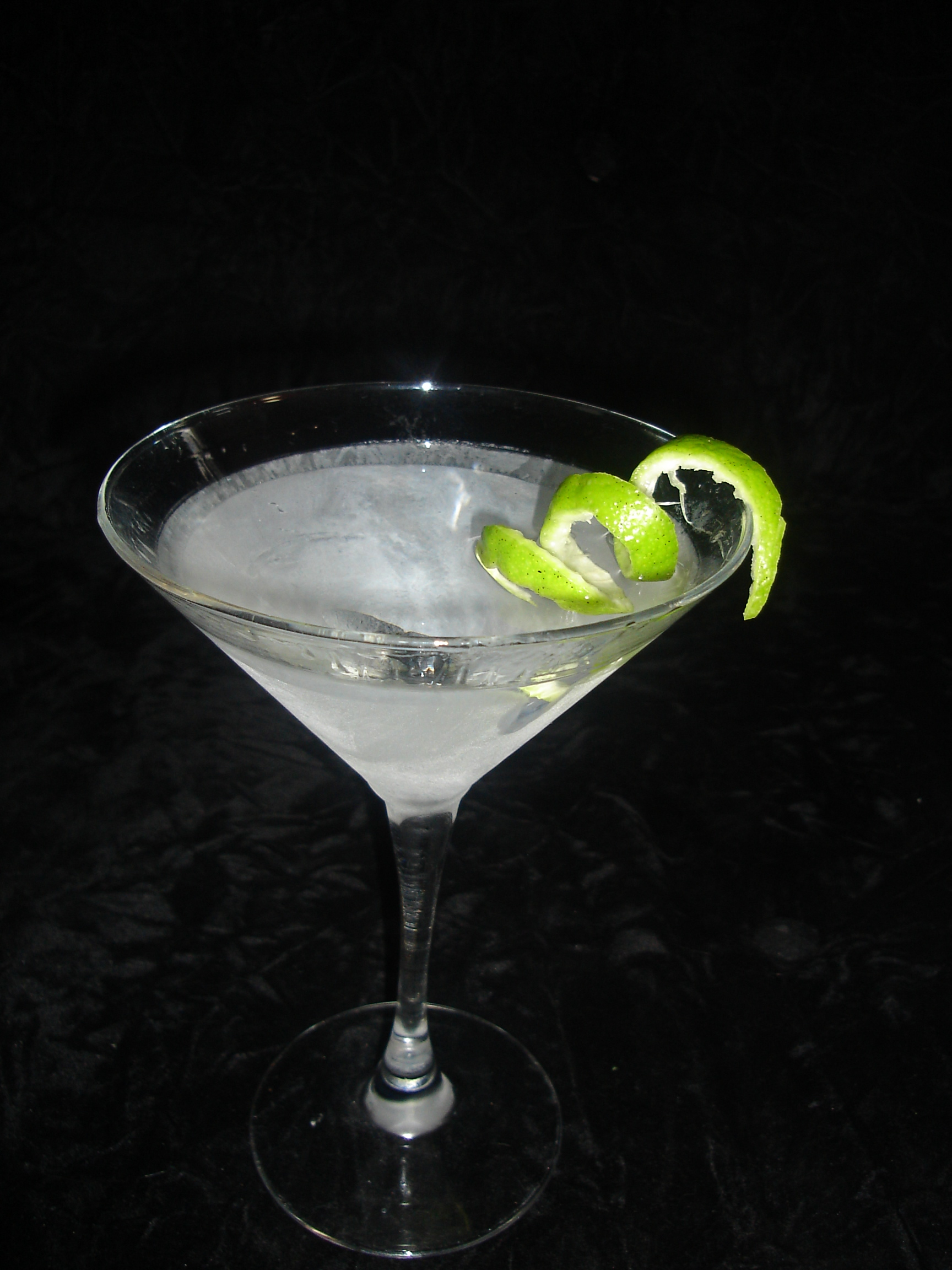
Martini mit einer Zitrusschale

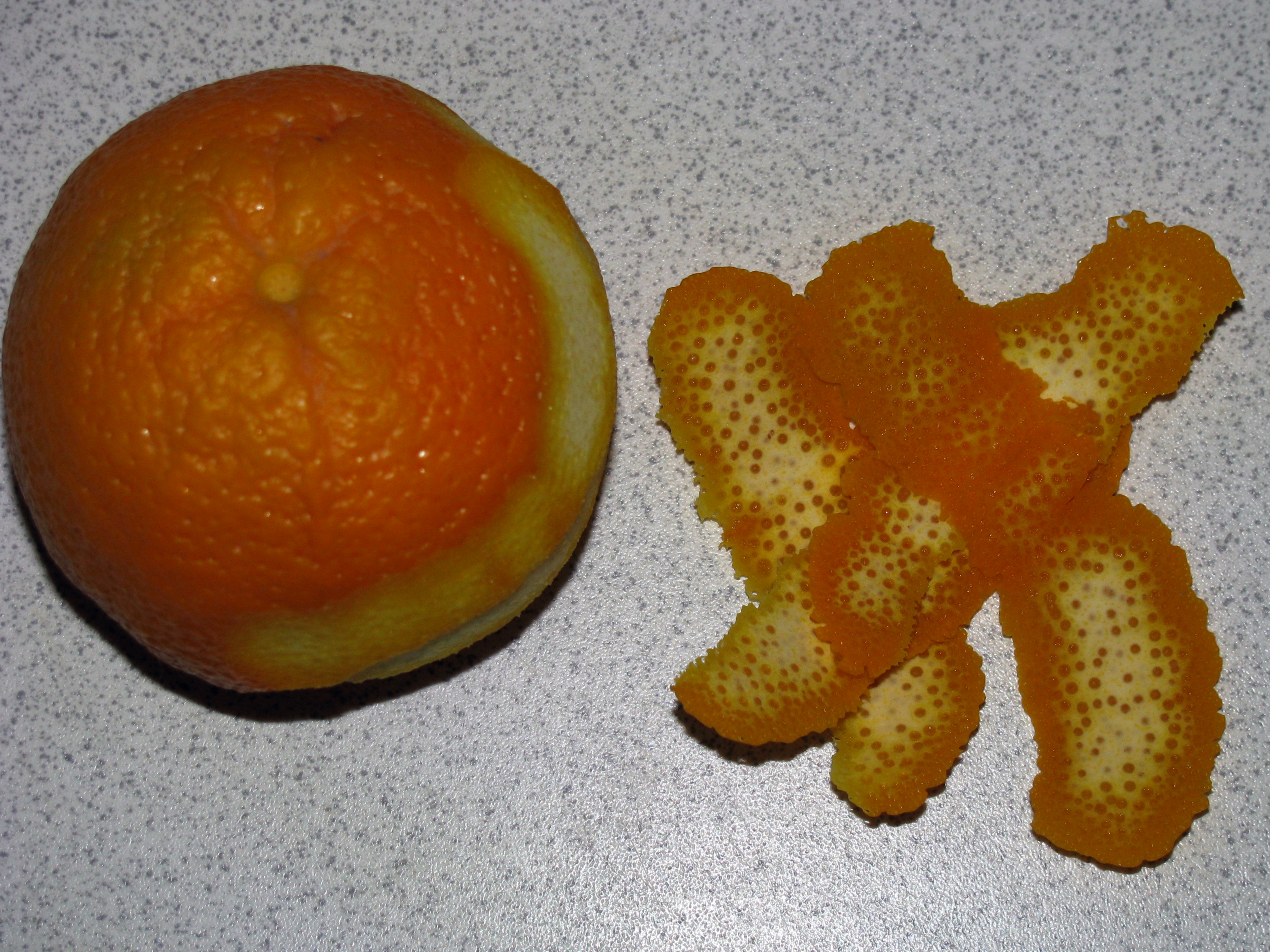
Orangen-Twist

Ein Twist ist die Bezeichnung für das Aromatisieren eines Cocktails mit Hilfe eines getwisteten, also gedrehten Stücks einer Zitronen-, Limetten- oder Orangenschale.
Man schneidet hierfür von der Zitrusfrucht ein Stück Schale ab. Wichtig ist, dass man von diesem Schalenstück die weißen, auch Pith genannten, Schalenanteile entfernt. Sie enthalten Bitterstoffe. Schließlich nimmt man das Schalenstück und hält es knapp über die Oberfläche des Drinks, so dass das Äußere der Schale auf die Oberfläche des Drinks zeigt. Durch das mit beiden Händen durchgeführte Zerdrehen des Schalenstücks spritzt das Öl auf die Oberfläche des Drinks. Zusätzlich kann man auch den Glasrand mit der Schale einreiben. Abschließend gibt man das Schalenstück als Garnitur in den Drink.